# Plenotrichaius swartziae
Plenotrichaius swartziae är en svampart som beskrevs av Batista & Valle 1961. Plenotrichaius swartziae ingår i släktet Plenotrichaius, divisionen sporsäcksvampar och riket svampar.   Inga underarter finns listade i Catalogue of Life.